# Cobbionema acrocerca
Cobbionema acrocerca is een rondwormensoort uit de familie van de Selachinematidae. De wetenschappelijke naam van de soort is voor het eerst geldig gepubliceerd in 1922 door Filipjev.